# Scincella melanosticta
Scincella melanosticta (земляний сцинк чорний) — вид сцинкоподібних ящірок родини сцинкових (Scincidae). Мешкає у Південно-Східній Азії.

## Підвиди
Виділяють два підвиди:
- Scincella melanosticta kohtaoensis Cochran, 1927;
- Scincella melanosticta melanosticta (Boulenger, 1887).

## Поширення і екологія
Чорні земляні сцинки мешкають на сході М'янми, в Таїланді, Камбоджі і В'єтнамі, можливо, також в Лаосі. Вони живуть у вологих тропічних лісах, серед опалого листя. Ведуть денний, наземний спосіб життя. Зустрічаються на висоті від 70 до 1219 м над рівнем моря.